# Богенбай Кожекулы
Богенбай Кожекулы (в некоторых источниках Биркурткаулы) (1700, на берегу реки Торгай — 1759, на берегу реки Шаган, приток Жайыка) — казахский батыр, предводитель объединенного аргын-кыпчакского и ногайского войска. Происходит из рода караман токал аргына.
Участвовал в сражениях с жонгарами в Мангыстау, на берегах pек Жайык, Ойыл, Жем, Сагыз и окрестностях Туркестана, Шу, Жетысу, Аягоза и др. Оказывал содействие развитию торгово-экономических отношений с Россией. 20 марта 1747 года тархан Шакшак Жанибек и батыр Богенбай направили письмо-обязательство губернатору Оренбурга И.Неплюеву о беспрепятственном прохождении российских торговых караванов через земли Среднего жуза. 20 июня 1748 года в Орской крепости член Комиссии иностранных дел А. И. Тевкелевым и Богенбаем, доверенным лицом тархана Жанибека «в равной степени с бригадиром Тевкелевым», был подписан документ о казахско-русских отношениях. Летом 1759 году был смертельно ранен при освобождении окрестностей Мангыстау от туркменских захватчиков.